# Lopadorrhynchus tuberculus
Lopadorrhynchus tuberculus är en ringmaskart som beskrevs av Shen 1978. Lopadorrhynchus tuberculus ingår i släktet Lopadorrhynchus och familjen Lopadorrhynchidae. Inga underarter finns listade i Catalogue of Life.